# District de Zengdu
Zengdu (曾都区 ; pinyin : Zēngdū Qū) est district de la ville-préfecture de Suizhou, dont il abrite le siège. Il contient un centre urbain à la confluence de la Yunshui et de la Cheshui, ainsi que des zones plus rurales. En 1977, sur la colline de Leigudun, à l'ouest de la ville, l'armée populaire de libération découvrit par hasard un importante tombe du Ve siècle av. J.-C., celle du marquis Yi de Zeng.